# نائوکو سایتو
نائوکو سایتو (انگلیسی: Naoko Saito؛ زادهٔ ۲۵ ژوئیهٔ ۱۹۷۶) بازیکن هاکی روی چمن اهل ژاپن بود.